# هارالد هاردرادا
هارالد هاردرادا (انگلیسی: Harald Hardrada؛ حدود ۱۰۱۵ – ۲۵ سپتامبر ۱۰۶۶ (۵۰−۵۱ سال)) پادشاه نروژ بود.